# 門司競輪場
門司競輪場（もじけいりんじょう）は、福岡県北九州市門司区にかつて存在した競輪場である。2002年3月に甲子園競輪場、西宮競輪場と共に廃止となった。
本項では競輪場廃止後の施設名であるハイビジョンシアター門司（ハイビジョンシアターもじ）についても記述する。

## 概要
門司競輪場は1950年に当時の門司市が主催する競輪場として開設された。関門海峡を眼下に望める風光明媚な競輪場として知られ、シンボルマークはかもめがM字型に羽を広げたもの。毎年2月に記念競輪（GIII）として、開設○○周年記念競輪が開催されていた（かつては門司記念前節に関門賞、門司記念後節にレトロカップが開催されていた）。
1963年に門司市が合併して北九州市となってからは隣の小倉競輪場で競輪祭が毎年開催されるようになったが、門司競輪場での特別競輪（GII以上）は1965年の全国都道府県選抜競輪を最後に開催されることはなかった。これにより小倉競輪場との売上差が年を追って拡大していっただけでなく、北九州工業地帯における炭鉱の閉山と鉄冷えの状況が重なってしまい、門司競輪場は赤字に転落してしまう。
1986年には競輪の開催を小倉競輪場のみに一本化し門司競輪場を廃止する方向で検討されていたが、折からのバブル景気で売上が好転したため存続の方針が示された。しかしバブル景気崩壊後の1992年からは再び赤字となり、その後も経営状態が改善しない状況に陥ってしまい、さらに1998年に小倉競輪場が北九州メディアドームに移転したことから、再び小倉との一本化へ検討が行なわれ、その結果「門司の収益改善が見込めない」との結論が出たため、2001年に門司競輪場での競輪開催廃止が決定された。
2002年3月31日に行われた最終開催の最後のレースでは、吉岡稔真が先頭誘導員を務めた。また、そのレース終了後にバンクが開放され、ゲストの伊藤克信やファンらがバンク内を歩き回った。
投票締め切り前の音楽では、当時の小倉競輪場と同じくジェンカが流れていた。

## 開催廃止後
競輪開催廃止後も、施設は暫くの間そのまま残された。走路は競輪選手及び自転車愛好会の練習用バンクとして使用され、走路内の陸上トラックも北九州市立門司陸上競技場 として活用されていたが、北九州市の公共施設再編および大里地区の再開発用地とするため、旧競輪場の施設はハイビジョンシアター門司を除き撤去された。

## ハイビジョンシアター門司
1993年、東側の道路沿いに競輪場外車券売場「ハイビジョンシアター門司」が建設された。
小倉競輪の車券を中心に販売してきたが、後述の再開発の絡みもあり2021年3月31日をもって営業終了、閉鎖された。
アクセスは、九州旅客鉄道（JR九州）鹿児島本線門司駅よりタクシーで5分、または徒歩10分。

## ハイビジョンシアター門司閉鎖後
門司競輪場跡地（約4.8ha）については、上記の通り再開発されることが決定しており、スポーツ施設や公園広場、居住施設などを整備する計画が策定された。このうち競輪場、ハイビジョンシアター門司があった跡地に該当する居住ゾーン（約1.35ha）については、市が示した土地の最低売却価格（6億600万円）に対し、地元の第一交通産業グループが最高額の11億3500万円での買い取りを提案したことにより同グループが主体となって再開発されることが決定した。のち、公園広場のほか分譲マンション「グランドパレス門司大里ヒルズ」、分譲戸建、商業施設（ディスカウントストア。延べ約2000㎡）が整備された。
ハイビジョンシアター門司についても2024年に解体された。